# Verdienstorden des Ministeriums für Staatssicherheit
Der Verdienstorden des Staatsministeriums für Staatssicherheit war eine geplante, aber nicht mehr realisierte staatliche Auszeichnung  der Deutschen Demokratischen Republik (DDR), welche in Form eines Verdienstordens verliehen werden sollte. Die Stiftung für das Ministerium für Staatssicherheit sollte 1990 durch den Ministerrat der DDR erfolgen. 
Hinsichtlich der Einordnung des Ordens und seiner möglichen Klassen zu einem staatlichen Ehrenzeichen gibt es bisher nur eine Bildpublikation, die sich mit diesem Orden beschäftigt. Selbst im Gesetzblatt der DDR des Jahrganges 1990 findet sich bis zum 9. August 1990, dem letzten Tag des Erscheinens des Gesetzblatt Nr. 49, keine entsprechende Publikation. Dennoch sind die Planungen hinsichtlich dieses Ordens so weit gediehen, dass er schon in geringer Anzahl, möglicherweise nur zu Musterprägungszwecken, hergestellt worden ist. Die im Handel erhältlichen Einzelstücke werden derzeit mit ca. 1800 bis 2000 Euro gehandelt. 
Seit der deutschen Wiedervereinigung wurde das Projekt dieser Auszeichnung gegenstandslos. 

## Aussehen und Trageweise
Der Verdienstorden des MfS ist bronzen gehalten und entspricht in seinem Grundelement einem fünfzackigen Stern, in dessen Spitzenzwischenräumen sich je ein Ornament befindet, das mittig ein strahlenförmiges Gebilde zeigt. Mittig des Ordens befindet sich ein rundes Medaillon auf dunkelrotem Grund, auf dem ein abgeändertes Symbol der Staatssicherheit der DDR zu sehen ist. Dies sind Schwert und Schild, wobei der Schild waagerecht geteilt die Flagge der DDR nebst Staatswappen zeigt. Umschlossen ist dieses Medaillon von einem Ring. Das Revers des Ordens ist bisher nicht bekannt. Getragen wäre dieser Orden an der linken oberen Brustseite an einem waagerecht zu gleichen Teilen geteilten schwarz-rot-goldenen pentagonalen Spange.